# Tillbedjans hus

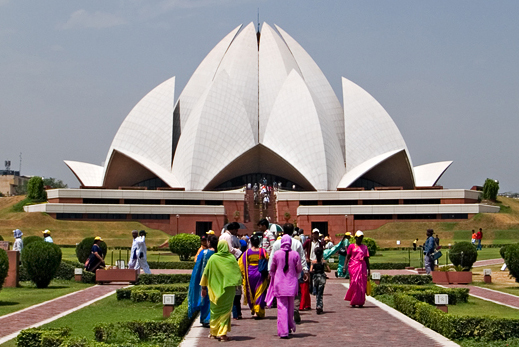
Tillbedjans hus i New Delhi, populärt kallat Lotustemplet.

Mashriqu'l-Adhkár (arabiska för "gryningsplats till Guds lov") är helgedomar inom bahá'í, definierat som ett "tillbedjans hus", eller "tempel till Guds pris". Helgedomarna är inte till för bahá'í-gudstjänster eftersom sådana inte förekommer, utan är öppen för människor av alla trosinriktningar. 

## Bakgrund
Bahá'u'lláh förespråkade i sina skrifter att tillbedjans hus skulle byggas av anhängarna i varje land och stad. Mashriqu'l-Adhkár skall alltid vara en niosidors byggnad med en kupol så vacker som möjligt i konstruktion och utförande. Nio trädgårdar, nio fontäner, nio vägar omger den med ett antal byggnader avsedda för undervisnings-, välgörenhets- och sociala ändamål. Gudstjänst i tillbedjans hus är förbunden med glädje över konstens och naturens skönhet och med praktiskt arbete för förbättring av sociala förhållanden. 

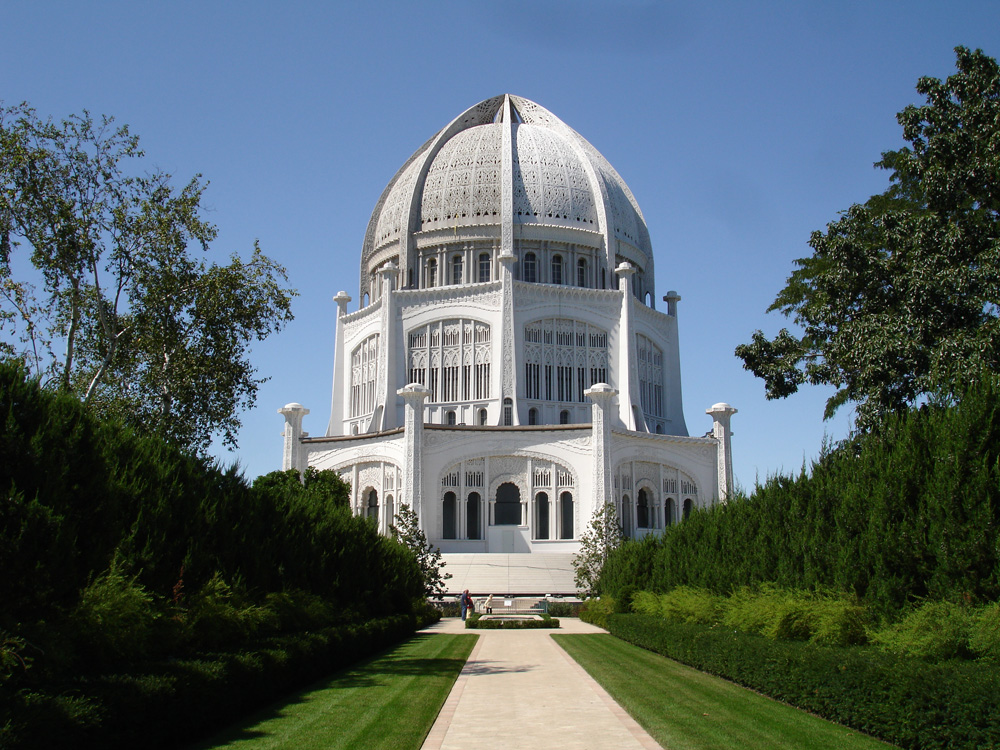
Tillbedjans hus i Wilmette utanför Chicago.

## Inga ceremonier
Inga ceremonier eller predikan är tillåtet i tillbedjans hus. Då det inte finns något prästerskap, läser de troende, män, kvinnor, vuxna och barn de heliga texterna. Ingen insamling av pengar sker vid gudstjänsten och bara de troende får bidra ekonomisk till underhåll. I dag sker andliga möten och nittondedagsfester i bahá'íers hem eller lokala bahá'í-center.

## På varje kontinent
Det första stora tillbedjans hus byggdes i Ishqábád i Ryssland år 1908. Under sitt besök i Amerika 1912 invigde `Abdu'l-Bahá platsen för det andra bahá'í tillbedjans hus vid Lake Michigan, norr om Chicago. Det första tillbedjans hus i Ryssland skadades allvarligt vid en jordbävning och raserades år 1962. Tillbedjans hus i Chicago fullbordadades år 1953. Sedan dess har bahá'í tempel uppförts i Kampala, Sydney, Frankfurt, Apia och New Delhi. Det pågår (2005) byggnad av ett nytt tillbedjans hus i Chile.

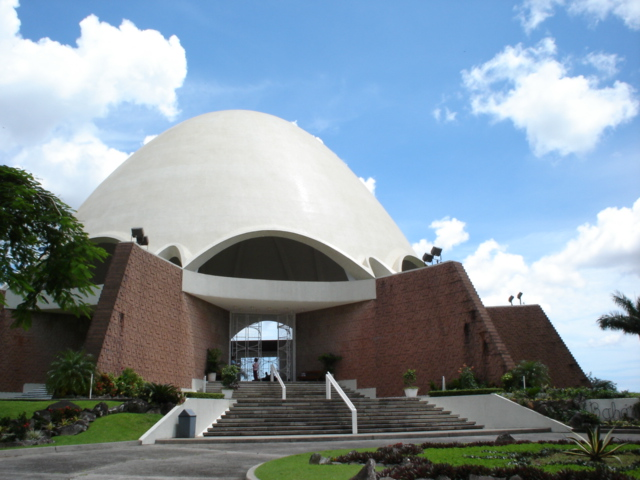
Tillbedjans hus i Panama city i Panama.

## Byggnadens mysterium
`Abdu'l-Bahá säger: "Byggnadens mysterium är stort och kan ännu ej avslöjas", men dess uppförande är det angelägnaste företaget i dag. Mashriqu'l-Adhkár har viktiga sidobyggnader, som räknas till grundinstitutionerna. Dessa är skolor för föräldralösa barn, sjukhus och apotek för de fattiga, hem för dem som är oförmögna att sköta sig själva, högskola för vetenskaplig utbildning och härbärge. I varje stat skall ett stort Mashriqu'l-Adhkár byggas efter detta system. I Mashriqu'l-Adhkár kommer gudstjänster att hållas varje morgon. Det kommer inte att finnas någon orgel i templet. I närbelägna byggnader kommer fester, gudstjänster, konvent, offentliga möten och andliga sammankomster att hållas, men i templet skall sången vara utan ackompanjemang. Templets portar är öppna för hela mänskligheten. När dessa institutioner, högskola, sjukhus, härbärge och vårdsanstalter för obotligt sjuka, universitet för högre vetenskapliga studier, där fortbildningskurser ges, och andra filantropiska byggnader färdigställts, kommer dörrarna att öppnas för alla nationer och religioner. Någon gränslinje kommer inte att dragas. Dess barmhärtighestsverk kommer att utövas utan hänsyn till färg eller ras."